# Gerhard Andreas Schreiber

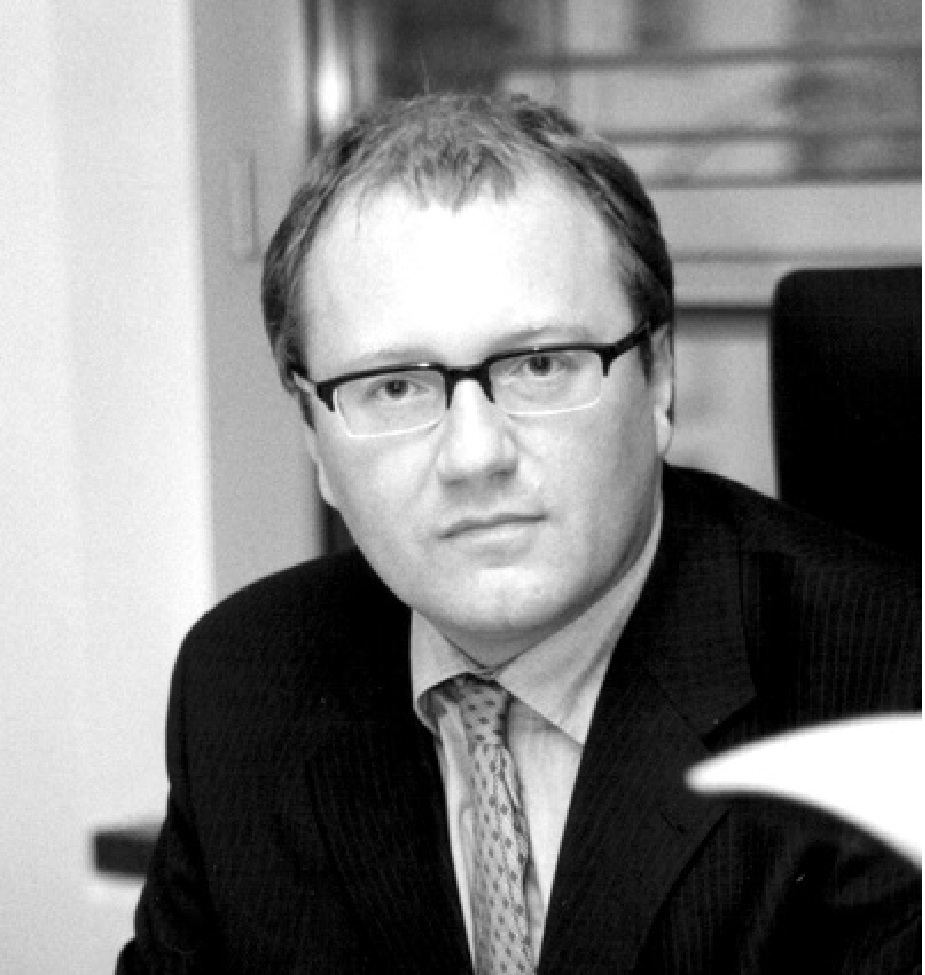
Gerhard Andreas Schreiber

Gerhard Andreas Schreiber (* 13. Juni 1960 in Limburg an der Lahn) ist ein deutscher Manager und Autor.

## Leben
Schreiber lebte bis 1994 in Haiger, studierte Geologie an der Justus-Liebig-Universität in Gießen und absolvierte eine Ausbildung zum EDV-Kaufmann.
Schreiber wirkte von 1993 bis 1995 als Project Officer in der Weißbuchkommission der Österreichischen Bundesregierung für die Europäische Kommission bei der Integration Österreichs in die EU mit. Von 1995 bis 2001 verantwortete er in der Verlagsgruppe Süddeutscher Verlag in München alle Aktivitäten im Bereich Neue Medien, darunter auch die Süddeutsche Zeitung online.
Von 1998 bis 2001 war er Geschäftsführer der Süddeutscher Verlag New Media GmbH in München und insgesamt neun damit verbundener Unternehmen. 2002 bis 2005 war er Geschäftsführer der Rhein-Main-Content GmbH in Frankfurt am Main, eines Monopolisten für Content-Vermarktung in Print- und elektronischen Medien. Von 2005 bis 2008 leitete Schreiber die DOAG Dienstleistungen GmbH in Berlin. Von 2009 bis 2012 war er als Verlagsleiter für das Deutsche Rote Kreuz tätig. Seit 2012 arbeitet Schreiber als Forschungskoordinator für nationale und internationale Projekte bei der Versuchs- und Lehranstalt für Brauerei (VLB) in Berlin. Seit April 2019 ist er dort kaufmännischer Geschäftsführer.

## Wirken
Schreiber verfasste mehrere Fachbücher, unter anderem die erste Publikation zum Thema UMTS in Deutschland. 2004 gewann Schreiber den Innovationspreis des Hessischen Wirtschaftsministers mit dem Projekt Location based Content on Mobile Devices. Er ist Mitglied in Expertenkommissionen wie E-Content der Europäischen Kommission in Luxemburg und Brüssel. Privat arbeitet er als Musikkomponist (unter anderem mit dem Sänger Markus) und veröffentlichte Tonträger in 25 Ländern.